# Ferrovia Padova-Bologna
La ferrovia Padova-Bologna è una linea ferroviaria italiana di proprietà statale che unisce la città di Padova a Bologna, passando per Rovigo e Ferrara. L'infrastruttura è gestita da RFI che la classifica come linea fondamentale. La tratta è inoltre classificata come “Rete Ferroviaria di Interesse Nazionale di 1º Livello”, dal nuovo Sistema Nazionale Integrato dei Trasporti (SNIT).
La linea si inserisce nel percorsi di due corridoi TEN-T: il Corridoio Baltico-Adriatico e il Corridoio Mediterraneo, costituendo un nodo di interscambio nazionale dei traffici diretti verso Nord/Sud ed Est/Ovest.

## Storia
| Tratta                 | Inaugurazione    |
| ---------------------- | ---------------- |
| Bologna-Ferrara        | 26 gennaio 1862  |
| Ferrara-Pontelagoscuro | 15 aprile 1862   |
| Padova-Rovigo          | 11 giugno 1866   |
| Rovigo-Pontelagoscuro  | 1º dicembre 1866 |

La ferrovia fu progettata come ideale prosecuzione della Porrettana verso la pianura padana e Venezia.
Il primo tronco a essere aperto fu il Ferrara-Bologna il 26 gennaio 1862, mentre Pontelagoscuro fu raggiunta il 15 aprile dello stesso anno.
Il tronco Padova-Rovigo, a quel tempo nel Veneto dipendente dall'Impero austriaco, fu aperto l'11 giugno 1866, pochi giorni prima dell'apertura delle ostilità nella terza guerra di indipendenza. Il tratto mancante, da Pontelagoscuro a Rovigo fu costruito in urgenza durante le ostilità; l'esercizio civile fu avviato il 1º dicembre 1866, quando il conflitto era cessato e il Veneto era entrato a far parte del Regno d'Italia. La gestione dell'intera linea fu posta in carico alla Società per le Ferrovie dell'Alta Italia (SFAI) fino alla costituzione della Rete Adriatica (1885). Dal 1905 la linea fa parte della rete FS, dal 2001 in gestione a RFI. Il 22 dicembre 1985 si verificò l'incidente ferroviario di Coronella, che causò 10 morti e 11 feriti. Dal 2006 la linea è interamente a doppio binario elettrificato, dopo il completamento del raddoppio della tratta Pontelagoscuro-Occhiobello.

## Caratteristiche
| Continuation backward |

|  | Unknown route-map component "ABZg+l" | Unknown route-map component "CONTfq" |

| Station on track |

| Unknown route-map component "CONTgq" | Unknown route-map component "dSTRq" | Unknown route-map component "dABZq+r" | Unknown route-map component "ABZgr" | Unknown route-map component "b" |

| Unknown route-map component "CONTgq" | Unknown route-map component "dABZq+r" | Unknown route-map component "dKRZo" | Unknown route-map component "ABZgr" | Unknown route-map component "b" |

| Unknown route-map component "SPLel" | Unknown route-map component "ABZg+r" |  |

| Non-passenger station/depot on track |

| Unknown route-map component "uexCONTgq" | Unknown route-map component "emKRZu" | Unknown route-map component "uexCONTfq" |

| Stop on track |

| Station on track |

| Enter and exit short tunnel |

| Stop on track |

| Station on track |

| Unknown route-map component "CONTgq" | Unknown route-map component "ABZgr" |  |

| Unknown route-map component "uexCONTgq" | Unknown route-map component "uexKBHFeq" | Station on track |  |  |

| Stop on track |

| Unknown route-map component "SKRZ-Au" |

| Unknown route-map component "hKRZWae" |

| Station on track |

| Unknown route-map component "CONTgq" | Unknown route-map component "ABZglr" | Unknown route-map component "CONTfq" |

| Stop on track |

| Station on track |

| Stop on track |

| Station on track |

| 54+000 |
| 53+654 |

| Unknown route-map component "hKRZWae+GRZq" |

|  | Unknown route-map component "exKRW+l" | Unknown route-map component "eKRWgr" |  |  |

| Unknown route-map component "exBHF" | Unknown route-map component "HSTeBHF" |  |

| Unknown route-map component "exKRWl" | Unknown route-map component "eKRWg+r" |  |

|  | Unknown route-map component "eABZg+l" | Unknown route-map component "exCONTfq" |

| Station on track |

| Unknown route-map component "hKRZWae" |

| Unknown route-map component "CONTgq" | Unknown route-map component "ABZglr" | Unknown route-map component "CONTfq" |

| Unknown route-map component "SKRZ-Au" |

| Stop on track |

| Station on track |

| Unknown route-map component "hKRZWae" |

| Stop on track |

| Station on track |

| Station on track |

| 17+768  |
| (7+975) |

|  | Unknown route-map component "KRWgl" | Unknown route-map component "KRW+r" |

|  | Straight track | Non-passenger station/depot on track |

|  | Stop on track | Straight track |

|  | Unknown route-map component "KRWg+l" | Unknown route-map component "KRWr" |

| Station on track |

| (0+153) |
| 9+947   |

| Stop on track |

|  | Unknown route-map component "CONTgq" | Unknown route-map component "ABZgr" |  |  |

|  | Unknown route-map component "KRW+l" | Unknown route-map component "KRWgr" |  |  |

|  | Unknown route-map component "SKRZ-Ao" | Unknown route-map component "SKRZ-Ao" |  |  |

| Unknown route-map component "CONTgq" | Unknown route-map component "KRZu" | Unknown route-map component "KRZu" | Unknown route-map component "CONTfq" |  |

|  | Unknown route-map component "eKRWg+l" | Unknown route-map component "eKRWgr" |  |  |

| Unknown route-map component "uCONTgq" | Unknown route-map component "mKRZo" + Unknown route-map component "PORTALf" | Unknown route-map component "mKRZu" | Urban transverse track | Unknown route-map component "uSTR+r" |

| Unknown route-map component "CONTgq" + Unknown route-map component "PORTALl" | Unknown route-map component "tABZql" | Unknown route-map component "KRZt" | Unknown route-map component "tSTR+r" | Urban straight track |

|  | Unknown route-map component "CONTgq" | Unknown route-map component "ABZg+r" | Unknown route-map component "tSTR" | Urban straight track |

|  |  | Station on track | Unknown route-map component "tBHF" | Urban End station |

|  | Unknown route-map component "CONTgq" | Unknown route-map component "ABZgr" | Unknown route-map component "tSTR" |  |

|  |  | Continuation forward | Unknown route-map component "tCONTf" |  |

La ferrovia è a doppio binario, a scartamento ordinario da 1435 mm ed elettrificata alla tensione di 3000 V a corrente continua.

### Annotazioni
1. ↑  Presso Occhiobello avviene un cambio di progressiva chilometrica per la presenza di una variante

## Traffico
La ferrovia è impiegata dai treni regionali Trenitalia e Trenitalia Tper e da relazioni a lunga percorrenza da Venezia/Udine/Gorizia/Trieste a Roma/Napoli/Salerno/Reggio Calabria/Lecce ad alta velocità e non di Trenitalia e Italo.
Le principali stazioni che hanno interscambio con altre linee sono Bologna Centrale, Ferrara, Rovigo, Monselice, Padova.